# Хоробров (Тернопольская область)
Хоробров (укр. Хоробрів) — село в Зборовской городской общине Тернопольского района Тернопольской области Украины.
Код КОАТУУ — 6123080207. Население по переписи 2001 года составляло 171 человек.
До 2020 года входило в Козовский район.

## Географическое положение
Село Хоробров находится на расстоянии в 1 км от сёл Августовка и Хоростец.
По селу протекает пересыхающий ручей.

## История
- 1445 год — дата основания.
- Село принадлежало семье Коморовских[2].
- 1 июня 1895 года в селе Хоробров родился Тадеуш Коморовский.

## Объекты социальной сферы
- Клуб.
- Фельдшерско-акушерский пункт.